# Steve Harvey
Broderick Stephen "Steve" Harvey (Welch, 17. siječnja, 1957.), američki je televizijski voditelj, glumac, pisac, producent i komičar. 
Prvi put je izveo stand-up komediju 8. listopada 1985. godine. Najpoznatiji je kao voditelj emisije Family Feud. Osvojio je mnogobrojne televizijske nagrade za svoj rad.
Napisao je četiri knjige, a najpoznatija mu je „Act Like a Lady, Think Like a Man”.

## Vanjske poveznice
- Steve Harvey na IMDB-u